# The Wait of Glory
The Wait of Glory è il secondo album del gruppo statunitense Proto-Kaw.

## Tracce
1. "Nevermore" - 4:12
2. "Relics of the Tempest" - 4:53
3. "When the Rain Comes" - 4:07
4. "On the Eve of the Great Decline" - 4:22
5. "Physic" - 4:16
6. "Osvaldo's Groceries" - 3:34
7. "The Vigil" - 3:43
8. "Old Number 63" - 3:32
9. "Menicus Gladiator" - 4:05
10. "Picture This" - 4:45